# 福桂树
福桂树（学名：Fouquieria splendens）又称蜡烛木，是一种沙漠植物，生长于美国西南部及墨西哥北部。一年中的绝大部份时期，福桂树看起来都像是将许多支巨大的有刺枯木插在地上一般，但靠近一点观察，其茎部其实有部份是绿色的。到了雨季时期，福桂树会很快地长满2-4公分的卵状叶，维持数周，甚至数月的时间。
福桂树的每枝茎的底部可长至直径5公分，长可至10公尺。福桂树会由底部分歧出许多枝干来，但这些枝干以上都如竹竿一般，且很少会再度分歧。